# Базисный тоннель Лёчберг
Базисный тоннель Лёчберг — железнодорожный тоннель под Альпами в Швейцарии на линии Лёчберг между Фрутигеном (кантон Берн) и Рароном (кантон Вале). Открыт в июне 2007 года. Имеет длину 34,57 км и является 4-м по протяжённости в мире сухопутным тоннелем (за исключением некоторых тоннелей метро). Проходит под Альпами на 400 метров ниже более старого железнодорожного тоннеля Лёчберг. Пропускает пассажирские и грузовые поезда.

## Проект

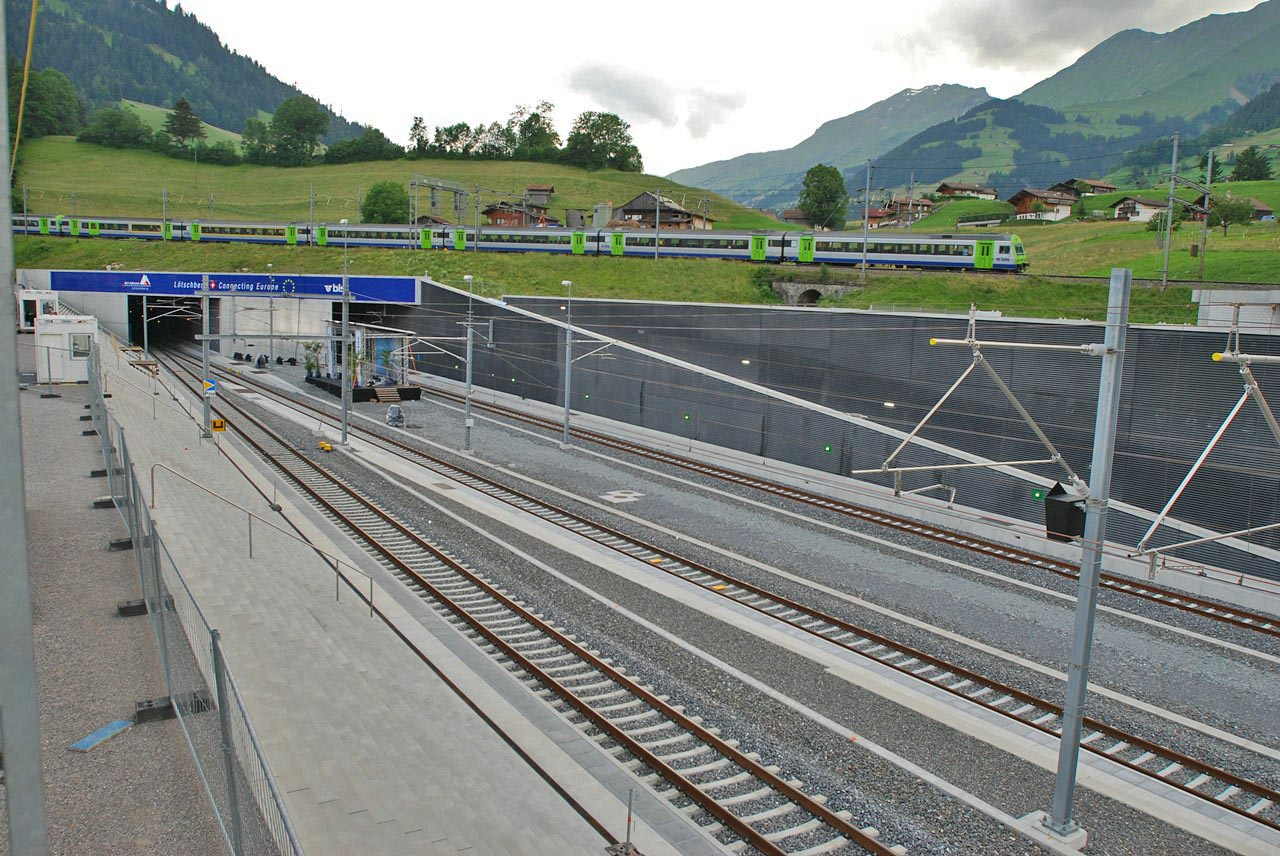
Северный портал в Фрутигене

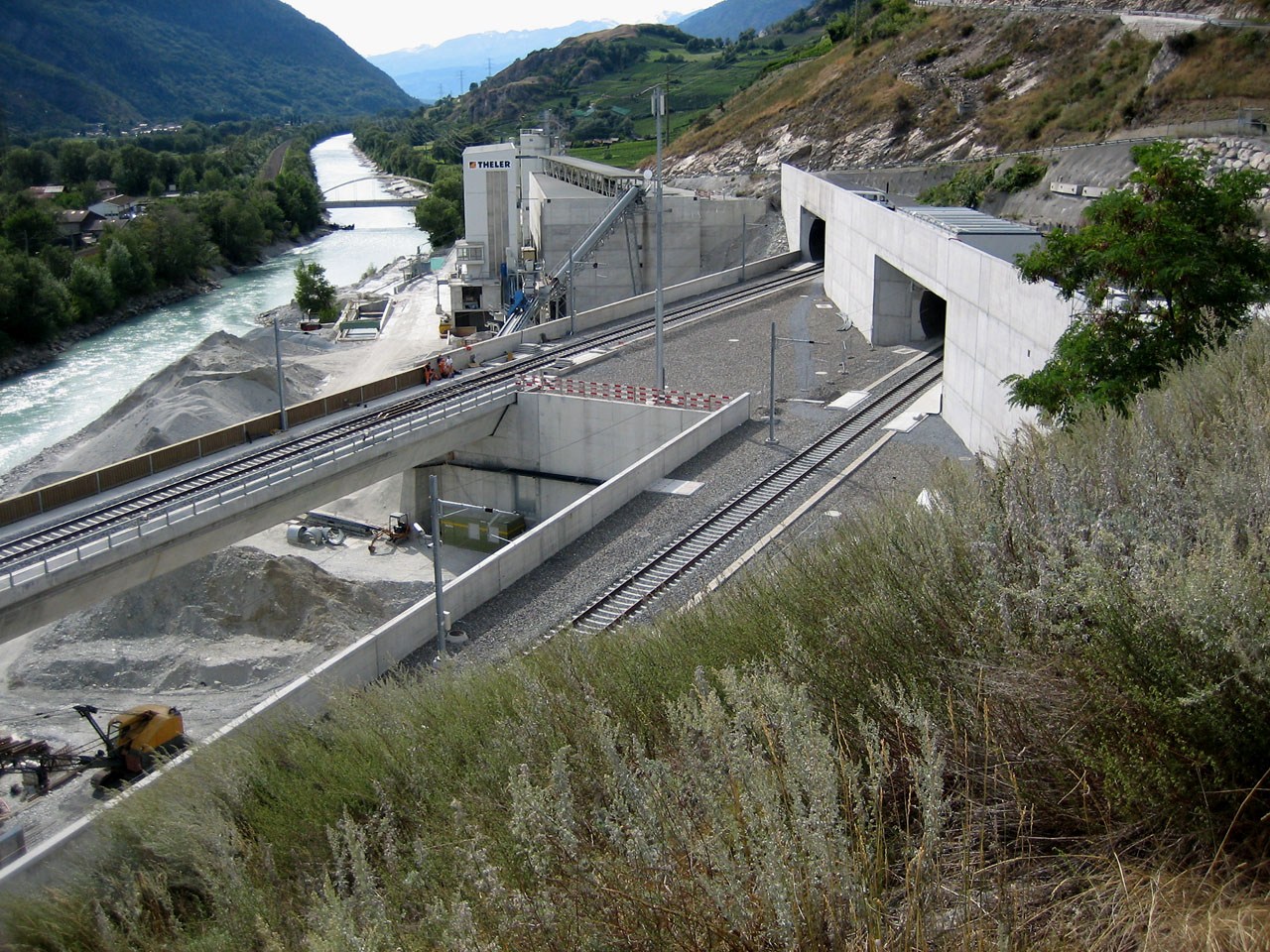
Южный портал около Рарона

Построенный, чтобы уменьшить грузовое движение на швейцарских дорогах, новый тоннель на линии Лёчберг позволяет увеличить число грузовых автомобилей и прицепов, которые погружаются на поезда в Германии, проходят через Швейцарию по железной дороге и выгружаются в Италии. Он также сократит время в пути для немецких туристов, отправляющихся на горнолыжные курорты Швейцарии и ставит Вале в коммутирующее расстояние до Берна за счет сокращения времени в пути на 50 %. Общая стоимость — 4,3 млрд швейцарских франков (по состоянию на 2007, исправленные в ценах 1998 года). Он и Готардский базисный туннель являются частью проекта AlpTransit.

## Строительство и использование
Сбойка произошла в апреле 2005 года. Строительство пути было завершено в июле 2006 года. Церемония открытия состоялась в июне 2007. Были проведены всесторонние испытания, в том числе более 1000 тестовых рейсов, которые были ориентированы помимо прочего на использование Европейской системы управления движением поездов второго уровня. Во второе полугодие 2007 года (после открытия), только регулярные грузовые поезда использовали базисный тоннель, плюс некоторые международные и междугородные пассажирские поезда (без остановок между Шпицем и Бригом); тем не менее, пассажирские поезда использовали старый график (время в пути между Шпицем и Бригом считалось 56 мин до декабря 2007 года, даже если фактическое время проезда через базисный туннель было только 30 минут).
Полномасштабная работа началась в декабре 2007 года. С февраля 2008 года Базисный тоннель Лёчберг используется для работы на междугородных маршрутах. Время в пути между Фиспом и Шпицем составляет около 28 минут (примерно 16 минут в базисном туннеле).

## Статус завершения
В связи с огромной стоимостью проекта AlpTransit, средства были направлены на Готардский базисный тоннель; и базисный туннель Лёчберг построен только наполовину. Полностью завершенный он будет состоять из двух однопутных тоннелей идущих параллельно от портала до портала, соединённых примерно каждые 300 метров поперечными сбойками, позволяя использовать другой тоннель для эвакуации.
В настоящее время с юга на север треть тоннеля двухпутная, треть — однопутная, со вторым туннелем построенным, а последняя треть — с только одним однопутным туннелем, параллельным разведочной штольне обеспечивающей аварийный выход. Строительство делится на 3 этапа, с завершённым этапом 1:
- Этап 1: строительство около 75 % длины западного туннеля и полного восточного тоннеля главного тоннеля, тоннеля Engstlige, двух мостов через реку Рона, и отделение на Штег. Пути проложены в восточном туннеле и восточной половине тоннеля Engstlige, и на 12 км западного тоннеля, начиная с юга.
- Этап 2: укладка пути в пробитую, но не оборудованную часть западного тоннеля, и в западную половину тоннеля Engstlige.
- Этап 3: строительство оставшихся 8 км западного тоннеля, прокладка путей в ответвлении на Штег, и подключение этой ветки к магистральной линии Бриг-Лозанна в сторону Лозанны.

Этапы 2 и 3 могут быть выполнены вместе. Завершение оценивается в 1 млрд. швейцарских франков. Проект также включает в себя два параллельных моста через реку Рона в кантоне Вале, тоннель Engstlige, длиной 2,6 км (построенный траншейным методом; 2 пути разделены стеной).

## Эксплуатация
Около 110 поездов в сутки используют базисный тоннель, и 66 — старый горный туннель, из-за одного пути. Из 110 поездов, 30 — пассажирские и 80 — грузовые, включая интермодальные грузовые перевозки и тяжёлые грузовые поезда. Тяжёлые грузовые поезда максимальным весом 4000 тонн и максимальной длиной в 1500 метров могут использовать только базисный тоннель, так как они не могут пройти по существующему горному маршруту.
Насчитывается около 21 км однопутной дороги без разъездов; поезда опоздавшие более чем на 7 минут будут либо направлены через старую линию, либо им необходимо ждать следующего доступного слота в базисном тоннеле.

## Скорость движения
- Регулярные грузовые поезда: 100 км/ч
- Квалифицированные грузовые поезда: 160 км/ч
- Пассажирские поезда: 200 км/ч
- Пассажирские поезда с наклоняемым кузовом: 250 км/ч

## Геотермальная энергия
Тепло воды, поступающей из тоннеля, используется для нагрева Tropenhaus Frutigen, тропической оранжереи, производящей экзотические фрукты, осетровое мясо и икру.

## Комментарии

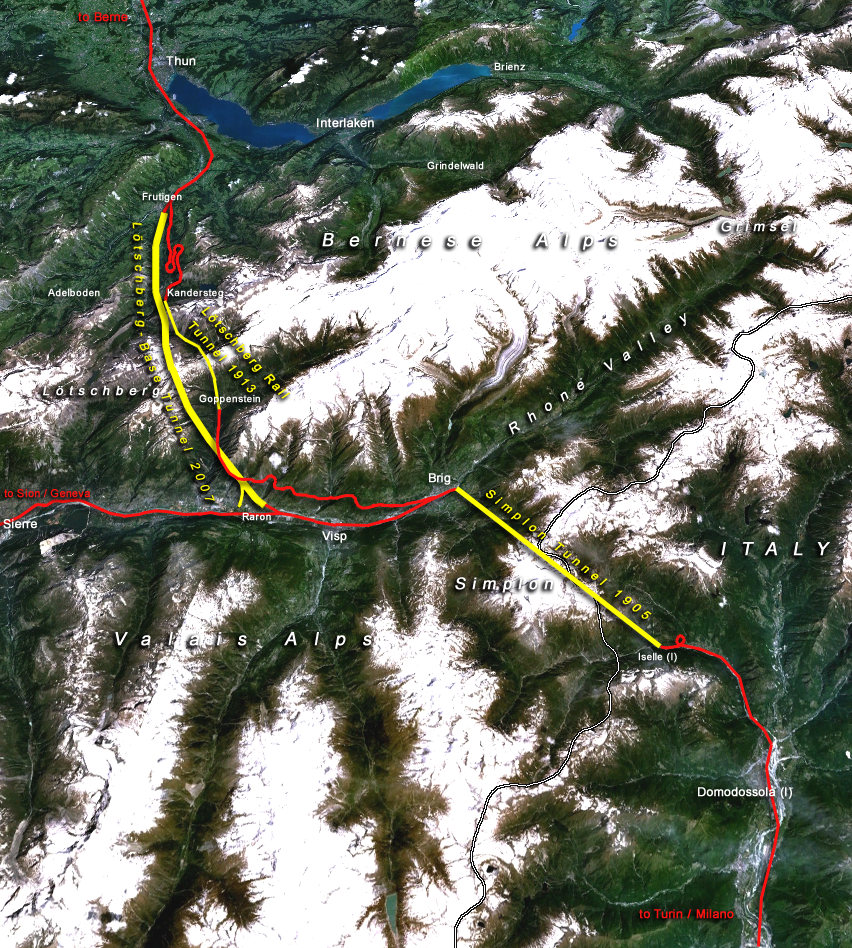
Тоннель Лёчберг вместе с столетним туннелем Симплон — западная часть проекта Alptransit
(желтый: основные туннели, красный: существующие магистральные трассы, цифры: Год окончания)

1. ↑  Базисный тоннель — заимствование из нем. Basistunnel. На русский язык этот термин переводится как «подошвенный тоннель» и означает, что тоннель проложен в подошве горного массива[1].